# Hieronymus de Bock

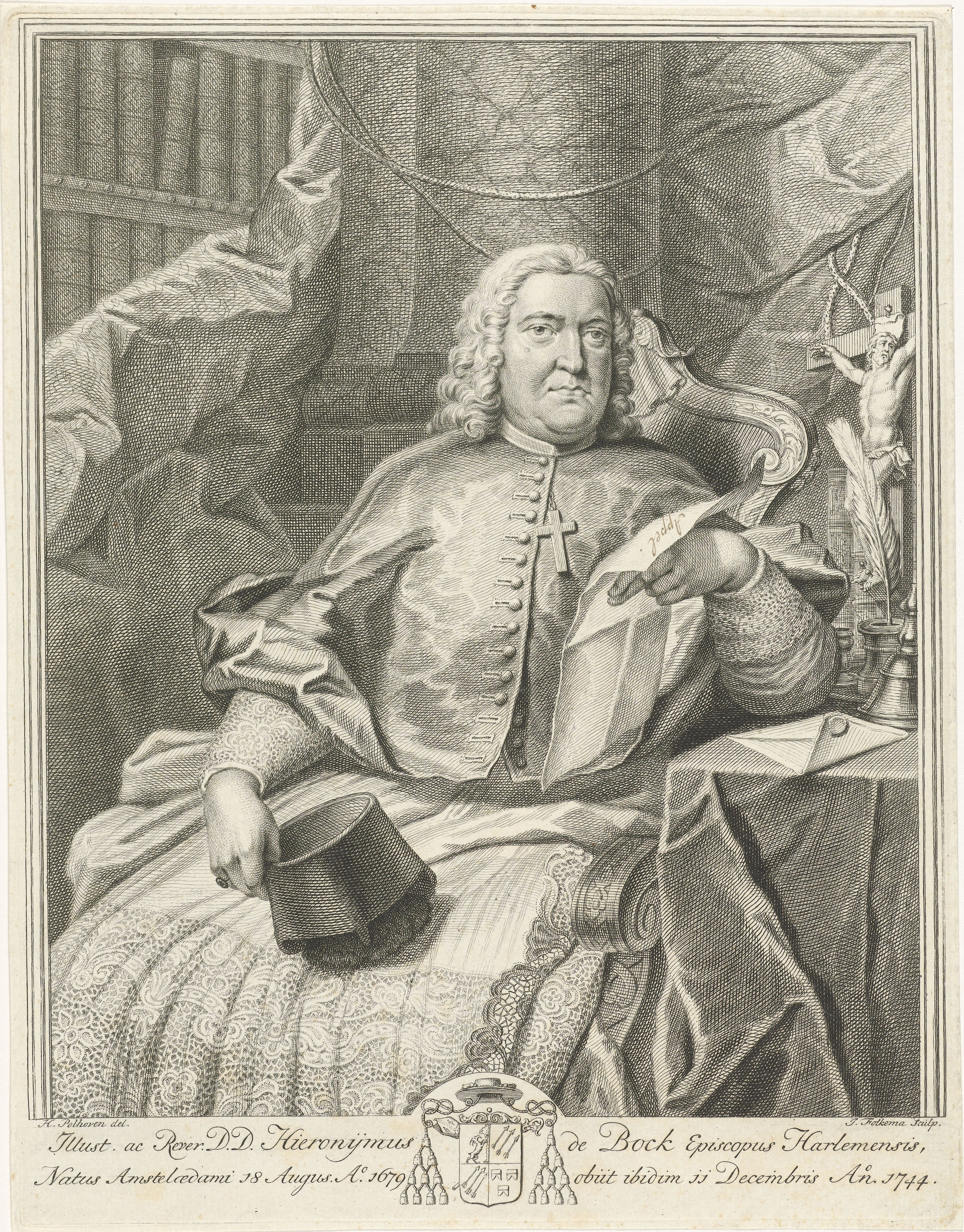
Hieronymus de Bock

Hieronymus de Bock († 11. Dezember 1744) war von 1742 bis 1744 der erste alt-katholische Bischof von Haarlem.
Hieronymus de Bock wird 1739 als Pastor zu Amsterdam erwähnt. Er war seit dem Tode von Theodorus Donker 1731 Bistumsvikar und empfing am 2. September 1742 von Erzbischof Petrus Johannes Meindaerts die Bischofsweihe. Nach nur zweijähriger Amtszeit starb er 1744.